# Lời người ra đi
"Lời người ra đi", hay còn có tên gọi "Rằng kháng chiến còn trường kỳ", là một ca khúc thuộc dòng nhạc cách mạng và nhạc trữ tình Việt Nam được sáng tác bởi nhạc sĩ Trần Hoàn vào năm 1950. Bài hát nói về câu chuyện tình của nhạc sĩ khi phải chia tay vợ mình để thực hiện nhiệm vụ công tác mới. Tuy nhiên, trong các vùng kháng chiến ở Việt Nam, bài hát bị hạn chế đến cấm phổ biến do bị cho là "ủy mị".
Khi phổ biến bài hát tại miền Nam Việt Nam dưới hai chính thể Quốc gia Việt Nam và Việt Nam Cộng hòa, nhạc sĩ Hoàng Thi Thơ đã sửa lời của ca khúc, thậm chí cũng có ý kiến cho rằng ông là đồng tác giả cùng nhạc sĩ Trần Hoàn. Bài hát sau này đã được nhiều ca sĩ ở Việt Nam thể hiện, thu âm ở nhiều thời kỳ, được nhiều người Việt yêu thích.

## Hoàn cảnh ra đời
Vào năm 1950, nhạc sĩ Trần Hoàn chuyển công tác về Hải Phòng, sau khi cưới vợ là Thanh Hồng. Ông khi đó tình cờ đọc được bài thơ "Em vẫn đợi anh về" của Konstantin Mikhailovich Simonov và từ đó có cảm xúc, sáng tác nên nhạc phẩm, lấy tên là "Rằng kháng chiến còn trường kỳ", với những ca từ liên quan đến cuộc kháng chiến chống Pháp của Việt Nam Dân chủ Cộng hòa như "Rằng kháng chiến còn trường kỳ và còn gian khổ" hay "Máu còn rơi, xương còn rơi, bao lớp người tiền tuyến tuôn ra", cụm từ "kháng chiến" được điệp lại ở một vài khúc.
Bài hát ban đầu có 3 lời và được cho là hợp với tâm trạng của người lính Việt Nam Dân chủ Cộng hòa, được phổ biến nhanh ở Liên khu III và IV. Đoàn văn công Sư đoàn 320, do nhạc sĩ Huy Du chỉ huy, đã thể hiện bài hát này và phổ biến nó ở vùng đồng bằng sông Hồng. Dù có nhiều người hát, tuy nhiên, một vài lãnh đạo không muốn phổ biến bài hát này rộng rãi vì cho rằng nó "ủy mị", "lãng mạn tiểu tư sản". Thậm chí, bài hát còn bị cấm phổ biến trong vùng kháng chiến. Điều này làm Trần Hoàn phải chấp nhận vì "ảnh hưởng đến dũng khí chiến đấu của quân và dân ta [Việt Nam Dân chủ Cộng hòa] lúc đó" và bị cho là "không được tự do triệt để trong sáng tạo".

## Phổ biến tại miền Nam Việt Nam
Bài hát này còn được phổ biến cả vào miền Nam Việt Nam, vùng thuộc quyền kiểm soát của Pháp lúc bấy giờ và sau này là Việt Nam Cộng hòa. Trong một bản in vào năm 1954, nhạc sĩ Hoàng Thi Thơ đã sửa lời ca khúc cho phù hợp với tình hình miền Nam Việt Nam lúc đó, ngoài ra cũng ghi chung tác giả với Trần Hoàn và có một số ý kiến cho rằng, phải ghi chung như vậy để dễ xuất bản ở miền Nam. Có những thông tin cho rằng bài hát của Trần Hoàn đồng tác giả với Hoàng Thi Thơ. Ngay cả nhan đề bài hát "Rằng kháng chiến còn trường kỳ" cũng bị đổi thành "Lời người ra đi", mặc dù nhạc sĩ Trần Hoàn không biết ai đã đổi tên ca khúc, nhưng vẫn chấp nhận và cái tên bị sửa này tồn tại đồng thời được biết đến nhiều đến hiện tại. Tập nhạc Những ca khúc một thời vang bóng 1930–1950 của Văn Giảng xuất bản năm 1971 ở Việt Nam Cộng hòa đã in cả 3 lời của ca khúc với nhan đề "Lời người ra đi", nhưng chỉ đề tên nhạc sĩ Trần Hoàn, và các cụm từ "kháng chiến" đều không xuất hiện trong lời được in. Cuốn Ca từ trong âm nhạc Việt Nam đã in nhan đề bài hát gốc là "Rằng kháng chiến còn trường kỳ" cùng lời ca gốc; ngoài ra lời bài hát bị sửa được đặt dưới nhan đề "Lời người ra đi".
Chính quyền Việt Nam Cộng hòa đã sử dụng ca khúc này trong chiến dịch chiêu hồi của họ, cùng với một số nhạc phẩm khác có xuất xứ từ miền Bắc. Bài hát được cho là cũng được nhiều binh lính của Quốc gia Việt Nam và Việt Nam Cộng hòa hát mỗi khi buồn tình. "Lời người ra đi" đã được thu âm ở miền Nam Việt Nam qua các giọng ca của Nguyễn Hữu Thiết, Ngọc Cẩm, Khánh Ly,...

## Đón nhận và trình diễn sau 1975
Sau ngày 30 tháng 4 năm 1975, trong một lần vào công tác ở Đồng bằng sông Cửu Long, nhạc sĩ Trần Hoàn tỏ ra ngạc nhiên khi nhiều người ở khu vực này đã thuộc bài hát "Lời người ra đi" của ông, gọi ông là tác giả ca khúc. Nghệ sĩ Thu Hiền đã thể hiện ca khúc này và được truyền phát rộng rãi qua sóng Đài Tiếng nói Việt Nam. "Lời người ra đi" cũng đã được nhiều ca sĩ thể hiện trong giai đoạn này, mà Bảo Yến được xem là một trong những người thể hiện thành công; đồng thời được nhiều thế hệ khán giả yêu thích. Tú Ngọc và cộng sự (2000) trong cuốn Âm nhạc mới Việt Nam – tiến trình và thành tựu đã nhận xét nhạc phẩm này "không chết", "tự tìm lối rẽ".
Khi nhạc sĩ Trần Hoàn qua đời năm 2003, "Lời người ra đi" được chọn làm tên cho một đêm nhạc tưởng niệm nhạc sĩ ở Thành phố Hồ Chí Minh. Năm 2013, trong một đêm nhạc mừng Ngày thương binh liệt sĩ ở Việt Nam, "Lời người ra đi" đã được Vân Khánh trình bày trong một chương chủ đề về cuộc kháng chiến chống Pháp ở nước này. Vào năm 2021, trong một chương trình kỷ niệm 46 năm thống nhất Việt Nam, hai nghệ sĩ Thanh Ngân và Trọng Phúc đã thể hiện một bản tân cổ giao duyên dựa trên ca khúc này và được Hoàng Song Việt viết lời.